# Aulus Vibenna
Aulus Vibenna (en étrusque : Avile Vipina) est un noble étrusque du VIe siècle av. J.-C. et le frère de Caelius  Vibenna (Caile Vipina).

## Biographie
L'existence historique d'Aulus Vibenna est confirmée par des pièces archéologiques, dont une coupe trouvée à Véies, un calice en bucchero (dont il ne reste que le haut pied cylindrique issu du sanctuaire de Portonaccio) de l'époque où le situe la tradition (deuxième quart ou milieu du VIe siècle av. J.-C.) et qui porte l'inscription parlante mini muluva[an]ece avile vipiienas, c'est-à-dire « m'a donné Aulus Vibenna »,. Aulus, par ce don, aurait voulu honorer le sanctuaire de Véies dont le prestige était tel qu'il attirait des dédicataires de hauts personnages du lieu mais aussi d'autres grandes villes étrusques.
Un autre vase plus récent, une coupe étrusque à figures rouges conservée au musée Rodin à Paris, probablement découverte à Vulci  datant du Ve siècle av. J.-C., comporte une inscription étrusque « coupe d'Aulus Vibenna » ce qui confirme l'aura du personnage dont la mémoire est rappelée un siècle plus tard,.
Aulus aurait été bien présent à Rome. Arnobe se référant à Fabius Pictor fait allusion au meurtre d'Aulus (dont la tête serait celle trouvée sur le Capitole), par un « esclave de son frère » (Servius Tullius). Le Capitole, dont la pseudo-étymologie est caput Oli, tirerait son nom Oli pour Auli.
Les frères Vibenna apparaissent aussi sur un miroir étrusque provenant de Bolsena et sur quatre urnes cinéraires provenant de Chiusi.

## Aulus Vibenna dans la légende étrusque
Aulus et son frère Caelius Vibenna sont bien représentés dans la légende étrusque.
La tombe François à Vulci contenait une scène montrant Aulus et Caelius Vibenna prenant part à l'une de ces aventures. 
La scène semble montrer Caelius, Aulus Vibenna et Mastarna avec des compagnons nommés « Larth Ulthes », « Rasce » et « Marce Camitlnas ». Ces images montrent l'exécution des ennemis dont les noms « Laris Papathnas Velznach », « PESNA Arcmsnas Sveamach », « Venthical » […] « plsachs » et « Cneve Tarchunies Rumach » (assimilé à « Cnaeus Tarquin de Rome »). 

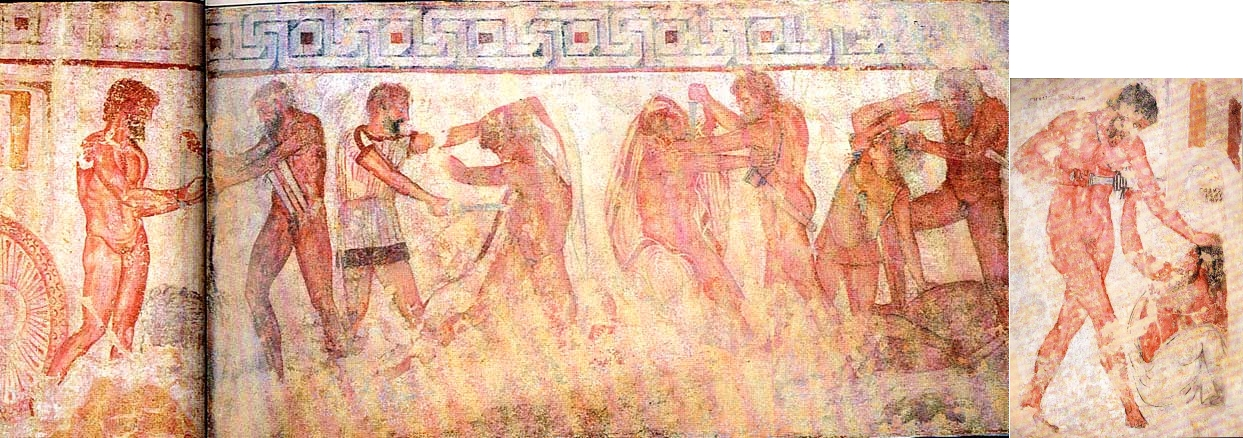
Scène de la libération de Caelius Vibenna, à l'origine dans la tombe François, détachée à sa découverte et transférée dans la collection Torlonia à la villa Albani, à Rome.

Il semble que le groupe avait fait prisonnier Caelius, Aulus, Rasce et Marce, mais pendant leur sommeil, Larth Ulthes s'est introduit dans leur camp, armé d'épées qu'il a données à ses compagnons. Les prisonniers sont représentés en train de tuer leurs ravisseurs. Mastarna est montré libérant Caelus Vibenna.